# Andrea Lekić
Andrea Lekić (6 de septiembre de 1987) es una jugadora de balonmano serbia que juega de central en el Ferencvárosi TC. Es internacional con la selección femenina de balonmano de Serbia.

## Biografía
En 2007 ganó su primera liga con el ŽRK Knjaz Miloš, pero al año siguiente fichó por el RK Krim esloveno, con el cual ganó cuatro ligas seguidas. A continuación fichó por el Győri Audi ETO KC y ganó dos nuevas ligas. En 2013 ganó la Liga de Campeones de la EHF femenina con el equipo húngaro y fue proclamada como mejor jugadora del año de la IHF. Ese mismo año también consiguió la medalla de plata con el equipo nacional de su país.

## Clubes
| Club                  | País                | Año         |
| --------------------- | ------------------- | ----------- |
| ORK Beograd           | Serbia              | - 2005      |
| ŽRK Radnički Belgrado | Serbia              | 2005 - 2006 |
| ŽRK Knjaz Miloš       | Serbia              | 2006 - 2007 |
| RK Krim               | Eslovenia           | 2007 - 2011 |
| Győri ETO KC          | Hungría             | 2011 - 2013 |
| ŽRK Vardar            | Macedonia del Norte | 2013 - 2018 |
| CSM București         | Rumania             | 2018 - 2020 |
| ŽRK Budućnost         | Montenegro          | 2020 - 2021 |
| RK Krim               | Eslovenia           | 2021 - 2022 |
| Ferencvárosi TC       | Hungría             | 2022 - Act. |

## Palmarés

### ŽRK Knjaz Miloš
- Liga de Serbia de balonmano femenino (1): 2007

### RK Krim
- Liga de Eslovenia de balonmano femenino (5): 2008, 2009, 2010, 2011, 2022
- Copa de Eslovenia de balonmano femenino (5): 2008, 2009, 2010, 2011, 2022

### Győri ETO
- Liga de Hungría de balonmano femenino (2): 2012, 2013
- Copa de Hungría de balonmano femenino (2): 2012, 2013
- Liga de Campeones de la EHF femenina (1): 2013

### ZRK Vardar
- Liga de Macedonia del Norte de balonmano femenino (5): 2014, 2015, 2016, 2017, 2018
- Copa de Macedonia del Norte de balonmano femenino (5): 2014, 2015, 2016, 2017, 2018

### CSM București
- Copa de Rumania de balonmano femenino (1): 2019
- Supercopa de Rumania de balonmano femenino (1): 2019

### ŽRK Budućnost
- Liga de Montenegro de balonmano femenino (1): 2021
- Copa de Montenegro de balonmano femenino (1): 2021